# ژانگ یوکی
ژانگ یوکی (چینی: 張雨綺؛ ۸ اوت ۱۹۸۷) بازیگر اهل چین است.
از فیلم‌ها یا مجموعه‌های تلویزیونی که وی در آن‌ها نقش داشته است، می‌توان به سی‌جی۷ و پری دریایی اشاره نمود.